# Encyoposis flavilineus
Encyoposis flavilineus är en insektsart som först beskrevs av Walker 1860.  Encyoposis flavilineus ingår i släktet Encyoposis och familjen fjärilsländor. Inga underarter finns listade i Catalogue of Life.